# Gypona pectinata
Gypona pectinata är en insektsart som beskrevs av Delong och Freytag 1964. Gypona pectinata ingår i släktet Gypona och familjen dvärgstritar. Inga underarter finns listade i Catalogue of Life.